# Castillon-Savès
Castillon-Savès este o comună în departamentul Gers din sudul Franței. În 2009 avea o populație de 292 de locuitori.

## Evoluția populației
| An        | 1975 | 1982 | 1990 | 1999 | 2006 | 2009 |
| --------- | ---- | ---- | ---- | ---- | ---- | ---- |
| Populație | 160  | 170  | 174  | 206  | 289  | 292  |